# Barrio San Francisco (Córdoba)
San Francisco es un barrio de la ciudad de Córdoba, en Argentina. Se ubica en la zona sudoeste y cuenta con un total de 22 manzanas.
Sus límites oficiales son al sur con la Av.Fuerza Aérea Argentina (o también conocida como "Ruta 20", al norte con calle Ángelo de Peredo, al este con Río Negro y al oeste con calle Sol de Mayo.
Cuenta con un centro comercial importante, llamado Dinosaurio Mall Ruta 20, ubicado en el sector sur en la Rotonda del Ala (Calles Río Negro y Fuerza Aérea).

## Transporte
Las líneas de colectivos que unen el barrio y alrededores con otros sectores de la ciudad son:
De la empresa Coniferal, circulan las líneas 65 (por Avenida Fuerza Aérea Argentina), y las líneas 62, 64 y 60 (por Sol de Mayo)
La empresa Grupo ERSA presta el servicio de los trolebuses, y Autobuses Santa Fe un anillo de circunvalación. El trolebús de la línea C (TAMSE), circula por Avenida Fuerza Aérea.
El primer anillo de circunvalación, es decir, las líneas 500 y 501, pasan por las calles Río Negro (Línea 500) y Sol de Mayo, (Línea 501).
También circulan colectivos interurbanos de las líneas Sarmiento, FonoBus, entre otras interurbanas y de larga distancia, ya que la avenida Fuerza Aérea se convierte en la Autopista Justiniano Posse (más conocida como Autopista Córdoba - Carlos Paz), e inclusive con la Avenida de Circunvalación.
| Corredor | Líneas                   |
| -------- | ------------------------ |
|          | - 60 - 62 - 63 - 64 - 65 |
|          | - 500 - 501              |
|          | - Trole C                |